# Pandi Laço
Pandi Laço (ur. 21 marca 1963 w Korczy) – albański dziennikarz, scenarzysta, prezenter telewizyjny i tekściarz, autor tekstów kilku piosenek śpiewanych przez reprezentantów Albanii w Konkursie Piosenki Eurowizji. Wraz z Bledim Laço prowadził program telewizyjny Histori me zhurmues.

## Teksty piosenek
- Tomorrow I Go (2004)
- Hear My Plea (2006)
- Zemrën e lamë peng (2007)[2]
- Dambaje (2015)